# Diritti LGBT in Birmania
I Diritti LGBT in Birmania sono inesistenti. Le persone omosessuali e transgender non godono di alcun diritto e sono legalmente perseguitate tramite la sezione 377 del codice penale (ereditata dall'impero coloniale inglese).

## Codice penale
L'articolo 377 del codice penale vieta le relazioni omosessuali. Insieme alle multe, la pena è di dieci anni di reclusione, anche se negli ultimi anni non è stata emanata alcuna punizione.
Le seguenti sezioni del codice penale possono essere utilizzate anche contro le persone LGBT in Birmania:
- Le sezioni 269 e 270 rendono un crimine per una persona diffondere negligentemente una malattia sessualmente trasmissibile
- Sezione 290 rende un crimine commettere "un fastidio pubblico", non specificato nel codice, con multe fino a duecento rupie.
- Le sezioni 292 - 294 rendono reato produrre, vendere o distribuire materiale o canzoni "oscene" ad adulti o minori e compiere atti osceni in pubblico.
- La sezione 372 proibisce di comprare o vendere una prostituta di età inferiore ai diciotto anni o di usare una prostituta per intrattenere rapporti sessuali illeciti.
- Sezione 377 - Chiunque abbia volontariamente rapporti omosessuali con qualsiasi uomo, donna o animale deve essere punito con la reclusione a vita o con la reclusione per un periodo non inferiore a 2 anni che può estendersi fino a 10 anni ed è anche responsabile di un'ammenda che non deve essere inferiore a quattrocento rupie che può estendersi a mille rupie.
- La sezione 469 vieta di partecipare a qualsiasi cerimonia di matrimonio se non è un matrimonio legale.
- La sezione 5 (j) della legge sulle disposizioni di emergenza vieta qualsiasi cosa che possa influire negativamente sulla moralità di un individuo, della società o del pubblico.[3]

### Matrimonio e famiglia
La Birmania non riconosce un matrimonio omosessuale o un'unione civile compiute in un'altra nazione, né consente un tale riconoscimento legale sul proprio territorio.

## Società e cultura
Durante il regime militare, nessuna attività politica o sociale LGBT organizzata è stata in grado di esistere. I costumi sociali della Birmania sulla sessualità umana sono stati descritti come "estremamente conservatori".
Nel 2003, FocusAsia (Star TV) ha trasmesso una storia su Nat Kadaws. La "Guida Utopia alla Cambogia, Laos, Myanmar e Vietnam" fa riferimento allo "sciamano transgender che canalizza spiriti alle feste sacre del Myanmar". Eppure, all'interno della stessa Birmania, non esistono bar gay formali o organizzazioni per i diritti LGBT.

## Stato attuale
Nonostante considerata illegale l'omosessualità e l'espressione di genere sono diventate più visibili in Birmania, soprattutto dopo alcune riforme politiche. Coppie gay e lesbiche convivono liberamente in città importanti come Yangon e Mandalay, anche se non sono legalmente autorizzati a sposarsi. L'aumentata libertà dei media ha anche permesso ai giornalisti di parlare della comunità gay e lesbica. Le coppie omosessuali hanno anche potuto celebrare matrimoni cerimoniali nelle principali città senza alcuna persecuzione legale.
La Birmania ha anche celebrato il suo primo gay pride in diverse città del paese nel 2012, in occasione della giornata internazionale contro l'omofobia, la bifobia e la transfobia. Nel 2016 The Gemini è stato rilasciato ed diventando il primo film a tematiche LGBT nel cinema del Myanmar. Il film ha apertamente contestato le leggi dell'omosessualità birmana. Nel 2018, i funzionari hanno dato il permesso per un gay pride pubblico. Quasi 6000 persone si sono presentate all'evento, in aumento rispetto alle volte precedenti. Il numero è salito ulteriormente a 10.000 partecipanti il giorno successivo.

## Tabella riassuntiva
| Attività e relazioni sessuali legali                                                                          | (massima pena: condanna a vita) |
| Parità dell'età di consenso                                                                                   | No                              |
| Leggi anti-discriminazione sul lavoro                                                                         | No                              |
| Leggi anti-discriminazione in tutti gli altri settori (inclusa discriminazione diretta ed espressioni d'odio) | No                              |
| Leggi anti-discriminazione per l'identità di genere                                                           | No                              |
| Unione civile                                                                                                 | No                              |
| Matrimonio egualitario                                                                                        | No                              |
| Adozioni per le coppie omosessuali                                                                            | No                              |
| Autorizzazione a prestare servizio nelle forze armate                                                         | No                              |
| Diritto di cambiare legalmente sesso                                                                          | No                              |
| Surrogazione di maternità                                                                                     | No                              |
| Accesso alla fecondazione in vitro per le coppie lesbiche                                                     | No                              |
| Permesso di donare il sangue                                                                                  | No                              |